# ES Mostaganem
Der Espérance Sportive de Mostaganem (arabisch الترجي الرياضي لمستغانم), auch bekannt als ES Mostaganem oder ESM, ist ein algerischer Fußballverein aus Mostaganem in der gleichnamigen Provinz. Ab der Saison 2024/25 spielt der Verein in der ersten Liga, der Ligue Professionnelle 1.

## Erfolge
- Algerischer Pokalfinalist: 1963, 1965
- Algerian Ligue 2: 2023/24 (Gr. West)  ▲
- Algerian Ligue 3: 2007/08, 2017/18, 2021/22

## Stadion
Der Verein trägt seine Heimspiele im Mohamed Bensaïd Stadium in Mostaganem aus. Das Stadion hat ein Fassungsvermögen von 18.000 Personen.

## Trainer
| Trainer           | Nation             | von               | bis             |
| ----------------- | ------------------ | ----------------- | --------------- |
| Abdelkader Amrani | Algerien           | 1. März 1999      | 30. Juni 999    |
| Djamel Benchadli  | Algerien           | 1. Juli 2006      | 30. Juni 2008   |
| Mustapha Heddane  | Algerien           | 1. Juli 2010      | 30. Juni 2011   |
| Djamel Benchadli  | Algerien           | 21. Dezember 2010 | 30. Juni 2011   |
| Said Hadj Mansour | Algerien Palästina | 1. Juli 2018      | 8. Juli 2018    |
| Salem Laoufi      | Algerien           | 1. August 2020    | 30. August 2021 |
| Réda Bendriss     | Algerien           | 1. Juli 2023      | ?               |
| Hadj Merine       | Algerien           | 13. August 2023   | 30. Juni 2024   |
| Chérif Hadjar     | Algerien           | 1. Juli 2024      |                 |